# 陳康祖
陳康祖（1856年—1933年），字少泉。江蘇靖江縣（今屬泰州市）人，清末及民國教育家。
光緒二十九年（1903年）癸卯恩科江南鄉試第一名舉人（解元）。未入仕为官，在江阴城开设私塾，以授業為生。

### 書目
- （清）法式善等，《清秘述聞三種》，中華書局，清代史料筆記叢刊，ISBN：ISBN 7101017428。
- 《陈晦气埭》，泰州晚報